# 新河乡 (华容县)
新河乡，中华人民共和国湖南省岳阳市华容县下属的一个镇，位于华容县西南部。203省道华（容）南（县）公路经过辖区。

## 建制沿革
- 1956年，设新河乡；
- 1958年，属新景公社；
- 1961年，析置新河公社
- 1983年，改置新河乡。

## 行政区划
新河乡下辖1个工矿区、23个行政村、3个场。
- 新河工矿区
- 菱芜湖村、华丰村、前进村、赛美村、先锋村、华家湾村、建设村、坝河村、白洋圻村、牛角尖村、长艳湖村、新合村、沙口村、红专村、双堤村、建兴村、双湖村、益群村、建军村、南堤村、北堤村、十三刀村、新湖村
- 六甲湖渔场、三八桑场、水产场